# تونی فن دیپن
تونی فن دیپن (هلندی: Tony van Diepen؛ زادهٔ ۱۷ آوریل ۱۹۹۶) دونده اهل هلند است.
وی در مسابقات کشوری و بین‌المللی در مجموع برندهٔ ۱ مدال طلا، ۱ مدال نقره شده‌است.